# 胡志明市歷史博物館
胡志明市歷史博物館（越南语：／）位在越南胡志明市第一郡，隔壁為西貢動植物園，该博物馆是由建築師奧古斯特·德拉瓦（Auguste Delaval）興建，在1929年首次開放時僅有2893項文物，而到了20世紀末已经超过30,000件。此外還有約25000本書籍，成為考古聖地。

## 历史
1927年2月18日，古董收藏家Holbé去世，其留下來的文物價值等同於45000银币，在當時的印度支那是很大的數目。6月17日，政府決定拍賣這些文物，後來由5個人得標，政府要求他們必須將這些文物展覽出來。
完成拍賣後，他們放置文物的地方在印度支那研究會的協助下向政府申請設立博物館。1927年11月28日，南圻統督簽署法令，通過他們的要求，將該館以當時南圻統督Paul Blanchard de la Brosse（在位：1926-1929）命名為Musée Blanchard de la Brosse，由法國遠東學院管理。
1928年6月8日，Jean Bouchot被任命為博物館主任，次年1月1日，交趾支那官方宣布博物館正式營業。1945年9月2日獨立之後，越盟政府建議更改某些機關的名字，於是，10月20日時，他們將此博物館改名為嘉定博物館，但是由於法國早已在9月23日重新佔領西貢，因此這一改動從未實施。
1954年6月14日，法國政府的學者將此博物館移交給越南國政府。1956年5月16日，博物館正式更名越南國家博物馆，隸屬於教育部。1958年9月3日正式開放參觀。
1975年兩越統一後，越共政府將其繼續保留，改名為胡志明市歷史博物館，後來再度更名為「越南历史博物馆胡志明市分館」直到现在。

## 展覽廳

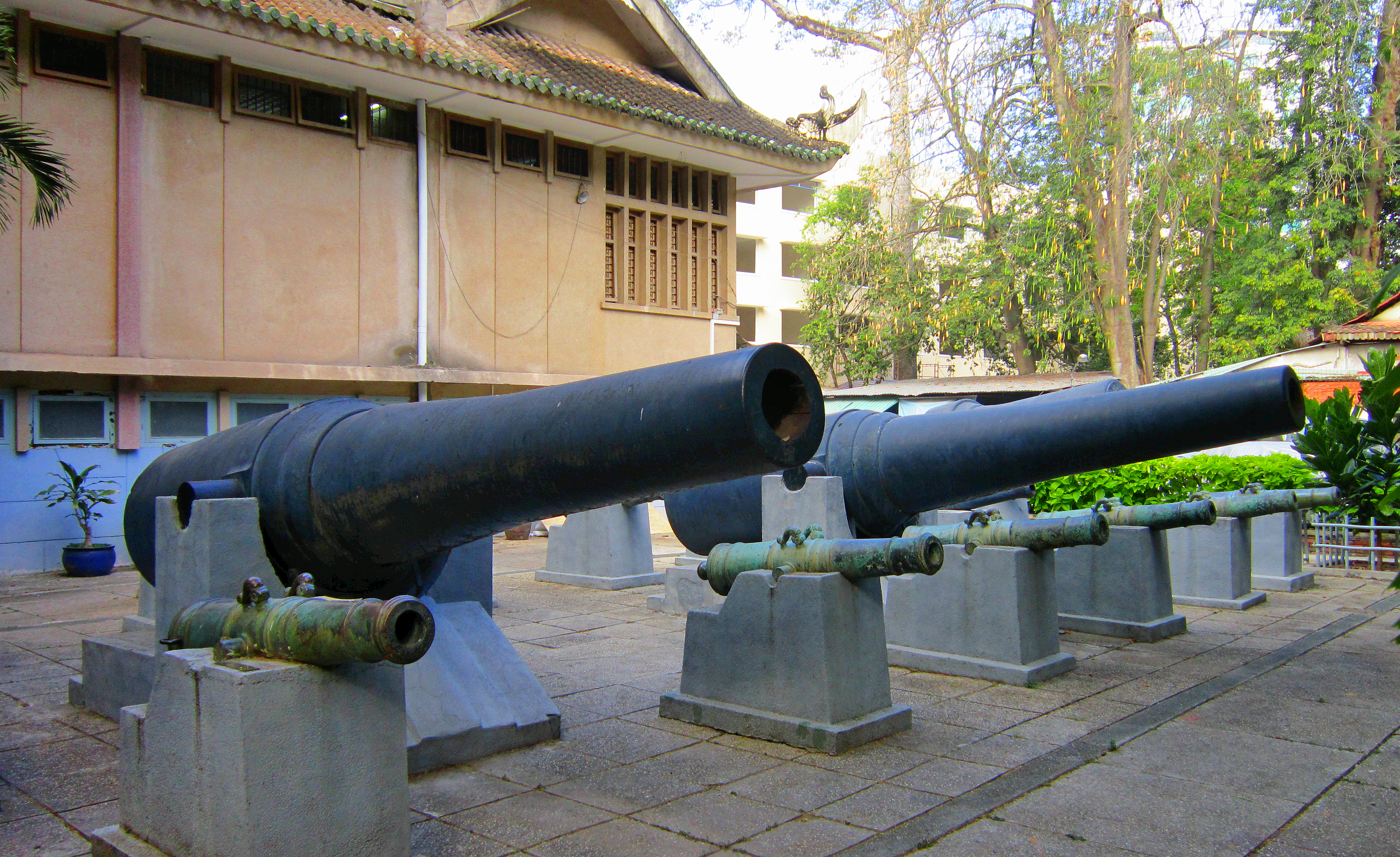
一门19世紀的法軍大炮。

目前越南歷史博物館由兩部分組成，第一部分收藏了越南古代的文物，最早到史前時期，接著亦有阮朝等時期的文物；第二部分則放了南越的相關史料和1945年後的文物。